# Lin Ea Cenholt
Linea "Lin" Ea Cenholt Christiansen (født 29. januar 1992) er en dansk sejler. 
Lin Ea Cenholt Christiansen startede i 2015 samarbejdet med Christian Peter Lübeck i bådtypen Nacra 17 med henblik på at kvalificere sig til OL 2016 i Rio de Janeiro. Udtagelsen til OL glippede, men Lin Ea Cenholt blev antaget af de danske repræsentanter ved OL 2016 Allan Nørregaard og Anette Viborg Andreasen som landstræner på deres Nacra 17. Lin Ea Cenholt var således med til OL 2016 og fik en masse erfaring frem mod det nye store mål OL 2020 i Tokyo.
Cenholt og Lübecks bedste resultater til dato er en bronzemedalje ved europamesterskaberne i 2018 og en sølvmedalje ved verdensmesterskabet i Auckland, New Zealand i 2019. Ved verdensmesterskabet i Århus i 2018 opnåede Cenholt og Lübeck en fjerdeplads og kvalificerede dermed en dansk Nacra 17 til OL 2020. Ved verdensmesterskabet i Geelong, Australien i 2020 opnåede duoen en ottendeplads og blev dermed bedst placerede danske båd i det samlede resultat for VM 2019 og VM 2020. Dette betød, at de klarede det nationale optagelseskrav til OL.
Ved OL (som blev afholdt 2021) opnåede Cenholt og Lübeck i de første sejladser mest middelmådige placeringer, men mod slutningen gik det bedre, og de vandt således 10. og 12. sejlads og opnåede to andenpladser, heriblandt i det afsluttende medaljesejlads, hvilket betød, at de sluttede på fjerdepladsen med 70 point, syv point fra bronzepladsen.